# 62 Pułk Piechoty (LWP)
62 pułk piechoty (62 pp) – oddział piechoty ludowego Wojska Polskiego.
Pułk sformowany został we wrześniu 1945, w Skierniewicach, w składzie 18 Dywizji Piechoty. Po zakończeniu organizacji jednostka dyslokowana została do garnizonu Ełk. W 1956 oddział został rozformowany.
Przy pułku w 1946 powstał klub WKS Mazur Ełk, który istniał do 1953.

## Skład etatowy
- dowództwo i sztab
- 3 bataliony piechoty

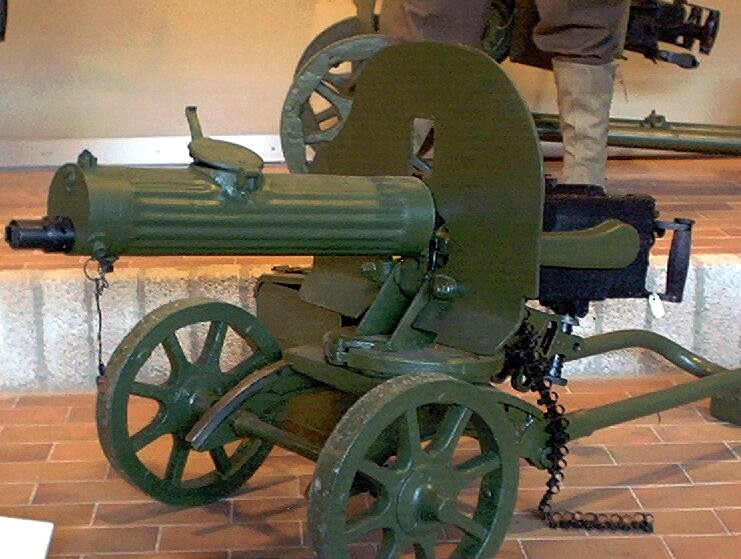
Maxim - podstawowy ckm pułku

- kompanie: przeciwpancerna, rusznic ppanc, łączności, gospodarcza
- baterie: 45 mm armat przeciwpancernych wz. 1942, 76 mm armat dywizyjnych wz. 1942, moździerzy 120 mm
- plutony: zwiadu, saperów, żandarmerii
- pułkowa szkoła podoficerska
- izba chorych

Etatowo stan żołnierzy w pułku wynosił 1604.

## Dowódcy pułku
- płk Emil Kumor (był w 1946)